# Jonas Jessue da Silva Júnior
Jonas Jessue da Silva Júnior, mais conhecido como Jonas (Votuporanga, 10 de fevereiro de 1987), é um ex-futebolista brasileiro que atuava como lateral-direito, volante e zagueiro.

## Carreira

### Início
Jonas nasceu em Votuporanga, São Paulo, iniciou sua carreira no São Caetano em 2004, aonde foi campeão do Campeonato Paulista. Teve uma passagem pelo Mirassol em 2006, mas sem sucesso. Retornou ao São Caetano no ano seguinte e foi destaque do Campeonato Paulista de 2007, chamando a atenção de muitos clubes brasileiros.

### Internacional
Em 29 de maio de 2007, Jonas foi apresentado ao Internacional, por um contrato de 4 anos. Com sua estreia acontecendo em 7 de julho, entrando como substituto em uma vitória em casa por 2 a 1 sobre o Figueirense, pela Série A de 2007.
Pelo Sport Club Internacional, participou de 23 partidas e marcou nenhum gol.

### Sport
No início da temporada de 2009, Jonas foi emprestado ao Sport. Sua estreia aconteceu em 17 de maio, entrando como substituto em uma derrota fora de casa por 1 a 0 para o Vitória, pela Série A de 2009.
Pelo Sport, atuou apenas 4 partidas e marcou nenhum gol, sendo pouco aproveitado pelo clube pernambucano.

### Botafogo-SP
Jonas foi transferido ao Botafogo-SP no início de 2010, também por empréstimo. Sua estreia aconteceu em 16 de janeiro, atuando como substituto em uma vitória fora de casa por 3 a 1 sobre o Rio Claro, pelo Campeonato Paulista de 2010. Seu primeiro gol pelo clube do interior paulista aconteceu em 1 de maio, quando venceu por 1 a 0 a equipe do São Caetano, na final do Campeonato Paulista do Interior de 2010.
Pelo Botafogo-SP, atuou em 18 partidas e marcou um gol.

### Vitória
Em 28 de maio de 2010, a contratação de Jonas foi oficializada pelo Vitória, também por empréstimo, chegando apara disputar a vaga na lateral-direita com Nino Paraíba, que na época tinha a titularidade garantida. Sua estreia aconteceu um dia depois, em 29 de maio, entrando de titular em um empate fora de casa contra o Avaí por 0 a 0, pela Série A de 2010. Seu primeiro gol aconteceu em 2 de junho, quando marcou o único gol de uma derrota por 2 a 1 para o Fluminense.
Pelo Vitória, fez 21 jogos e marcou um gol.

### Coritiba
No Coritiba, Jonas chegou em 2011, incialmente vindo de empréstimo do Internacional. Fez sua estreia em 16 de fevereiro, entrando como titular em uma vitória fora de casa por 1 a 0 sobre o Ypiranga de Erechim, aonde marcou o único gol da partida, pela Copa do Brasil de 2011. Foi titular absoluto quando ajudou o clube paranaense a conquistar o recorde mundial de 24 vitórias consecutivas, uma conquista reconhecida pelo Guinness Book. Também foi campeão do Campeonato Paranaense invicto e vice-campeão da Copa do Brasil na mesma temporada.
Durante a disputa do Mundial de Clubes de 2011, o Santos havia dado como certa sua contratação juntamente com o retorno de Maranhão ao clube paulista, fato que acabou não se confirmando. Em 2012, Jonas foi pouco aproveitado, amargando o banco de reservas na maioria dos jogos do Coritiba, o que facilitou sua saída do clube.
Pelo Coritiba, participou de 83 partidas e marcou apenas 3 gols.

### Vasco da Gama
Em 30 de julho de 2012, Jonas foi oficializado pelo Vasco da Gama. Chegando para substituir Fagner, negociado com o Wolfsburg no mesmo ano. Ele teve 50% dos seus direitos econômicos comprados por um valor estimado de R$ 1,5 milhão, além de um contrato até dezembro de 2015.
Sua estreia aconteceu em 16 de agosto, entrando como substituto em um empate em casa por 2 a 2 com o Coritiba, pela Série A de 2012. Seu primeiro gol pelo Vasco da Gama aconteceu em 24 de outubro, marcando o único gol do time carioca em uma derrota por 2 a 1 em casa para o Internacional.
Conseguiu a rescisão com o clube carioca em 22 de janeiro de 2013, após recorrer à Justiça devido à salários atrasados. Pelo Vasco da Gama, fez 16 partidas e marcou apenas 1 gol.

### Atlético Paranaense
Em 19 de fevereiro de 2013, sem espaço no Vasco da Gama e com o problema judicial enfrentado no clube carioca, Jonas foi transferido ao Atlético Paranaense. Sua estreia aconteceu em 3 de abril, quando entrou como titular em uma vitória fora de casa por 1 a 0 sobre o Brasil de Pelotas, pela Copa do Brasil de 2013.
Pelo Atlético Paranaense, participou de 19 jogos e marcou nenhum gol.

### Atlético Goianiense
Inicialmente foi contratado pelo Avaí por empréstimo no início de 2014, mas nunca chegou a atuar pelo clube e rescindiu seu contrato com o clube catarinense e em 24 de março, foi emprestado para o Atlético Goianiense até o final da temporada. Estreou pelo clube em 9 de abril, entrando como titular em um empate em casa por 2 a 2 contra o Flamengo-PI, pela Copa do Brasil de 2014.
Pelo Atlético Goianiense, participou de 26 jogos e marcou nenhum gol.

### Red Bull Brasil
Em 9 de janeiro de 2015, Jonas foi anunciado pelo Red Bull Brasil. Sua estreia aconteceu em 31 de janeiro, entrando como titular em uma vitória fora de casa contra o Capivariano por 1 a 0, pelo Campeonato Paulista de 2015. Seu primeiro e único gol pelo clube aconteceu em 4 de fevereiro, em um empate em casa a Penapolense por 1 a 1.
Pelo Red Bull Brasil, participou de apenas 9 partidas e marcou apenas 1 gol.

### Criciúma
Em 30 de junho de 2015, o Criciúma encaminhou a contratação de Jonas, vindo de uma boa campanha no Campeonato Paulista de 2015 com o Red Bull Brasil, assinando contrato até o final da temporada. Entrou pela primeira vez em 14 de julho, entrando como substituto em uma vitória fora de casa por 1 a 0 sobre o Grêmio, pela Copa do Brasil de 2015.
Em 13 de outubro de 2015, Jonas rescindiu seu contrato com o Criciúma. No total, fez 8 jogos e marcou nenhum gol.

### América Mineiro
No dia 18 de dezembro de 2015, Jonas acertou com o América Mineiro. Estreando pelo clube mineiro em 28 de janeiro de 2016, entrando como titular em uma vitória em casa por 1 a 0 sobre o Figueirense, pela Primeira Liga de 2016. Seu primeiro gol com a camisa do clube aconteceu em 11 de setembro, durante um empate fora de casa por 1 a 1 com a Ponte Preta, pela Série A de 2016.
Pelo América Mineiro, conquistou o Campeonato Mineiro de 2016, além de participar de 28 partidas e marcar 3 gols.

### Botafogo
Em 27 de dezembro de 2016, foi oficializada a contratação de Jonas pelo Botafogo. Sua estreia aconteceu em 25 de janeiro de 2017, entrando como titular em uma derrota fora de casa para o Madureira, pelo Campeonato Carioca de 2017.
Pelo Botafogo, foi pouco aproveitado, tendo apenas 5 jogos disputados e marcando nenhum gol.

### Joinville
Sem espaço no Botafogo, Jonas foi apresentado para o Joinville em 4 de maio de 2018. Estreando pelo clube catarinense em 6 de maio, entrando como titular em uma derrota fora de casa para o Operário Ferroviário por 2 a 0, pela Série C de 2018.
Após uma temporada abaixo do esperado no Joinville, que inclusive foi rebaixado na Série C de 2018, Jonas rescindiu seu contrato com o clube de forma bilateral em 17 de julho de 2018, tendo apenas 10 jogos e nenhum gol marcado em 2 meses de clube.

### Ituano
Em 6 de dezembro de 2018, após meses livre no mercado, Jonas foi contratado pelo Ituano. Estreando pelo clube em 21 de janeiro, entrando como titular em uma derrota em casa por 1 a 0 para o Grêmio Novorizontino, pelo Campeonato Paulista de 2019. Marcando seu primeiro gol pelo clube em 3 de fevereiro, em uma surpreendente goleada por 5 a 1 sobre o Santos.
Na sua primeira passagem pelo Ituano, fez 13 partidas e marcou um gol.

### Cuiabá
Em 10 de abril de 2019, Jonas foi emprestado ao Cuiabá até o final da temporada. Estreou pelo clube mato-grossense em 27 de abril, entrando como substituto em uma vitória por 1 a 0 fora de casa sobre o Criciúma, pela Série B de 2019.
Pelo Cuiabá, Jonas fez 13 jogos e marcou nenhum gol.

### Retorno ao Ituano
Em 30 de dezembro de 2019, Jonas retornou ao Ituano. Jonas estreou em 22 de janeiro de 2020, entrando como titular em uma derrota em casa por 4 a 0 para o Palmeiras, pelo Campeonato Paulista de 2020.
Em 6 de maio de 2020, foi anunciado que Jonas não seguiria mais no Ituano devido ao fim do seu contrato. Na sua segunda passagem, fez apenas 4 jogos e marcou nenhum gol.

## Estilo de jogo
Polivalente no setor defensivo, Jonas é lateral-direito e volante de origem, mas já atuou de zagueiro em algumas ocasiões.

## Títulos
São Caetano[carece de fontes?]
- Campeonato Paulista: 2004

Internacional[carece de fontes?]
- Recopa Sul-Americana: 2007
- Copa Dubai: 2008
- Campeonato Gaúcho: 2008
- Copa Sul-Americana: 2008

Sport[carece de fontes?]
- Campeonato Pernambucano: 2009

Botafogo-SP[carece de fontes?]
- Campeonato Paulista do Interior: 2010

Vitória[carece de fontes?]
- Copa do Nordeste: 2010

Coritiba[carece de fontes?]
- Campeonato Paranaense: 2011, 2012

América Mineiro[carece de fontes?]
- Campeonato Mineiro: 2016

Cuiabá[carece de fontes?]
- Copa Verde: 2019